# Picabaies negre
El picabaies negre (Melanocharis nigra) és una espècie d'ocell de la família dels melanocarítids (Melanocharitidae).

## Hàbitat i distribució
Habita boscos, vegetació secundària i ciutats de les terres baixes de la regió de Nova Guinea, a l'illa Aru i oest de les illes Raja Ampat i Nova Guinea.